# 1929–1930-as magyar labdarúgókupa
Az 1929–1930-as magyar kupa a sorozat 12. kiírása volt, melyen a 
Bocskai FC csapata vidéki egyesületként első alkalommal diadalmaskodott. 
Az 1928–1929 évekre nem írták ki a tornát.

## Döntő
| 1. csapat  | Eredmény | 2. csapat       |
| ---------- | -------- | --------------- |
| Bocskai FC | 5–1      | Bástya (Szeged) |

| 1930. június 26. |

| Bocskai FC | 5–1 | Bástya |
| ---------- | --- | ------ |
|            |     |        |

| Hungária krt. Stadion, Budapest Nézőszám: 1200 Játékvezető: Klein Árpád (magyar) |

## Külső hivatkozások
- 1929–1930-as magyar labdarúgókupa. magyarfutball.hu. (Hozzáférés: 2014. augusztus 7.)